# اندازه‌گیری ماهی

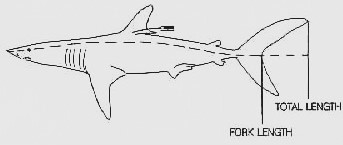
طول کل و چنگال ماهی

اندازه‌گیری ماهی (به انگلیسی: Fish measurement)، اندازه‌گیری تک‌تک ماهی‌ها و بخش‌های مختلف کالبدشناسی آن‌ها برای داده‌های مورد استفاده در بسیاری از زمینه‌های ماهی‌شناسی، از جمله آرایه‌شناسی و زیست‌شناسی ماهی است.
طول استاندارد (Standard length)، طول ماهی است که از نوک پوزه تا انتهای خلفی آخرین مهره یا تا انتهای خلفی قسمت میانی صفحه هیپورال (hypural plate) اندازه‌گیری می‌شود. این اندازه‌گیری طول باله دمی (دم) را حذف می‌کند.
طول کل (Total length) طول یک ماهی است که از نوک پوزه تا نوک لوب بلندتر باله دمی اندازه‌گیری می‌شود، که معمولاً با فشار دادن لوب‌ها در امتداد خط وسط اندازه‌گیری می‌شود. این یک اندازه‌گیری خط مستقیم است که بر روی منحنی بدن اندازه‌گیری نمی‌شود.

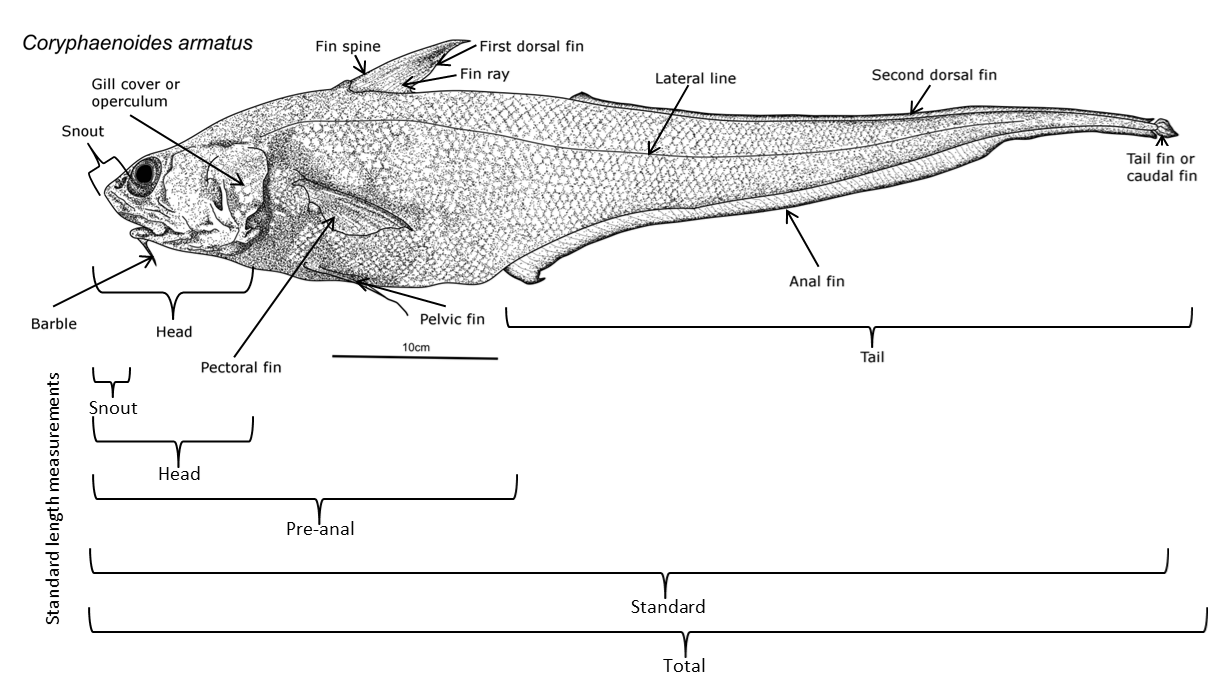
Abyssal grenadier